# Vuijlcop
Vuijlcop (Vuilkoop) is een ridderhofstad in de Nederlandse provincie Utrecht in de vroegere gemeente Schalkwijk, nu Houten.

## Ligging
Opvallend is dat de ridderhofstad, ondanks zijn naam, niet in de polder Vuijlcop is gelegen, maar aan de zuidzijde van de Schalkwijkse wetering in het Waalse veld. Het is gebouwd op een hoger stuk grond ('Vuylkoop stroomrug') in de ontginningsgebieden van Tull en ‘t Waal en Schalkwijk.
Bouwhistorisch onderzoek heeft aannemelijk gemaakt dat het huis rond 1300 is gebouwd. In oorsprong was het een bakstenen woontoren van rond 7 x 10 meter met een kelder, twee verdiepingen en een zolder, gedekt door een schilddak en omgeven door een gracht.
Op de oudst bekende kaart van het kasteel, in 1640 gemaakt door de landmeter J. van Diepenem in opdracht van het Utrechtse kapittel van St. Pieter van hun eigendom in Schonauwen en het Waalse Veld staat het huis nog ingetekend als een rechthoekige stenen toren. Wel staat ernaast nog een gebouw, dat we kunnen zien als een boerenhuis. Op een prent uit 1698 heeft de toren een derde verdieping gekregen en staat er een traptorentje tegenaan. Bovendien staat er nu een vijf traveeën breed huis naast, bestaande uit twee verdiepingen waarvan de begane grond vensterloos, en een hoge zolder met dakkapellen. Tussen toren en huis staat een poortgebouwtje met ophaalbrug. Latere prenten uit 1731 en 1749 geven hetzelfde beeld.
Archiefonderzoek heeft het waarschijnlijk gemaakt dat de uitbreiding van de ridderhofstad is gerealiseerd tussen 1682 en 1724 toen Gerard van Rossum eigenaar was. Hij was het ook die aan het begin van de 18de eeuw een oprijlaan liet aanleggen naar het zandpad tussen Utrecht en Culemborg, met een brug over de wetering.
De ridderhofstad heeft van de 18de tot aan het begin van de 19de eeuw het karakter van een buitenplaats gehad. In de loop van de 19de eeuw is de uitbreiding, die er een buitenplaats van maakte, weer gesloopt zodat het huis nu weer in de oorspronkelijke staat (en gerestaureerd) aan de Schalkwijkse wetering staat.
De kip op de woontoren symboliseert het gebruik van de toren als schuilkerk tijdens de Reformatie.

## Ridderhofstad

Wapen

In 1538, toen Huijbert van Buuren tot Reijgersfort eigenaar was, kreeg het huis de status van ridderhofstad. Het huis was tot aan het einde van de 18de eeuw een leen van het Huis van Vianen en Ameide. De eerste schriftelijke vermelding in het leenregister is die waarbij in 1392 Willem van Vuijlcop met het huis beleend wordt.
Aan de ridderhofstad is nooit het recht van ambachtsheerlijkheid verbonden geweest. De Heer van Vuijlcop kon dus geen rechtsmacht uitoefenen over het rechtsgebied. Het ontginningsgebied het Waalse Veld heeft van den beginne af, dat wil zeggen na de ontginning die aan het begin van de 12de eeuw ter hand werd genomen, onder de rechtsmacht van de Heren van Schalkwijk gelegen, en was dus een deel van het gerecht en later van de gemeente Schalkwijk.
Het kasteel wordt thans beheerd door de Stichting Vuylcop.
Kasteel Ter Aa (Breukelen) ·
Aastein ·
Slot Abcoude ·
Amaliastein ·
Nieuw-Amelisweerd ·
Oud-Amelisweerd ·
Kasteel Amerongen ·
Kasteel Batestein (Harmelen) ·
Kasteel Batestein (Vianen) · 
De Beest ·
Bergestein ·
Beverweerd ·
Blasenburg ·
Blikkenburg ·
Blommesteyn ·
Bolenstein ·
Bolsweerd ·
Bottestein ·
Kasteel Broekhuizen ·
Bruinenburg ·
Huis Cammingha ·
Clarenborg ·
Coelhorst ·
De Batau ·
Dompselaer ·
Huis Doorn ·
Drakenburg (kasteel) ·
Drakensteyn ·
Kasteel Duurstede ·
Huis Ter Eem ·
Eijkelenburg ·
Emmickhuizen ·
Den Engh ·
Essenstein ·
Everstein (Everdingen) ·
Everstein (Jutphaas) ·
Den Eyck ·
Galesloot ·
Kasteel Geerestein ·
Gildenborgh ·
Kasteel Ten Goye ·
Grauwert ·
Grijpestein ·
Groenestein (Langbroek) ·
Kasteel Groeneveld (Baarn) ·
Groenewoude (Woudenberg) ·
Gunterstein ·
Kasteel de Haar ·
Kasteel Hagestein ·
Hamtoren ·
Kasteel Hardenbroek ·
Huis Harmelen ·
Ridderhofstad Heemstede ·
Kasteel Heemstede ·
Heimenberg ·
Heimerstein ·
Huis Herlaar ·
Ter Heul ·
Heulestein ·
Hindersteyn ·
Kasteel Ter Horst (Achterberg) ·
Isselt ·
Kasteel IJsselstein ·
Jagenstein ·
Kersbergen ·
Killestein ·
Kronenburg (kasteel) ·
Kasteel Levendaal ·
Lichtenberg (Woudenberg) ·
Lievendaal (Amerongen) ·
Landgoed Linschoten ·
Kasteel Linschoten ·
Lockhorst ·
Kasteel Loenersloot ·
Kasteel Lunenburg ·
Huis Maarsbergen ·
Marckenburg ·
Ter Meer ·
Ter Mey (Haarzuilens) ·
Huis te Mijdrecht ·
Huis te Mijnden ·
Kasteel Moersbergen ·
Kasteel Montfoort ·
Natewisch ·
Te Nesse ·
Kasteel Nijenrode ·
Nijenstein ·
Nijeveld ·
Noordwijk (Langbroek) ·
Huis te Oosterwijk ·
Oostwaard (Utrecht) ·
Op de Bol ·
Oud-Broekhuizen ·
Ridderhofstad Oudaan ·
Huis Oudegein ·
Oudenhorst ·
Plettenburg (kasteel) ·
Huis De Polle ·
Prattenburg ·
Kasteel Putkop ·
Randenbroek (park) ·
Remmerstein ·
Kasteel Renswoude ·
Rhijnauwen ·
Kasteel Rhijnestein ·
Huis Riebeek ·
Kasteel Rijnenburg ·
Rijnestein ·
Rijneveld ·
Kasteel Rijnhuizen ·
Rijningen ·
Huis Rijnsweerd ·
Rijpickerwaard · 
Kasteel Rijsenburg ·
De Roetert ·
Rumelaar ·
Kasteel Ruwiel ·
Royestein ·
Kasteel Sandenburg ·
Kasteel Schalkwijk ·
Kasteel Schonauwen ·
Schurenburg ·
Snaafburg ·
Snellenburg ·
Paleis Soestdijk ·
Steenhuis (Lopik) ·
Kasteel Sterkenburg ·
Stormerdijk ·
Landgoed Stoutenburg ·
Ten Massche ·
Valkenburg (Rhenen) ·
Huis te Velde ·
Kasteel Veldenstein ·
Hofstede te Vliet ·
Huis te Vleuten ·
Huis te Vliet (Lopik) ·
Huis te Vliet (Oudewater) ·
Vogelpoel ·
Huis te Voorn ·
Vredelant ·
Vronestein ·
Vuijlcop ·
Kasteel Walenburg ·
Wayenstein (Amerongen) ·
Kasteel Weerdenburg ·
Weerdesteyn ·
Weerestein ·
Hof ter Weyde ·
Wickenburgh ·
Wijnestein ·
Wiltenburg (Utrecht) ·
Kasteel van Woerden ·
Huis Woudenberg ·
Huis te Woudenberg (I) ·
Huis te Woudenberg (II) ·
Wulven ·
Kasteel Oud-Wulven ·
Wulvenhorst ·
Slot Zeist ·
Kasteel Zuilenburg ·
Zuileveld ·
Slot Zuylen ·
Huis Zuylenstein